# اسم آلة
اسم الآلة هو ما يعالج به الفاعل المفعول بوصول الأثر إليه. وهو من المشتقات.
اسم مشتق من الفعل للدلالة على الأداة التي يكون بها الفعل.

## الأوزان
لاسم الآلة - أصلا - ثلاثة أوزان، «مِفعَل» و«مِفعال» و«مِفعلة»، وقد أضاف مجمع اللغة العربية بالقاهرة إليها وزنا رابعا هو: «فعّآلة»، وأضيف أيضا «فعّال» حديثًا و«فَاعِلَة» و«فَاعُول»، بالإضافة إلى وزن ثامن وهو "مفعِّل"[بحاجة لمصدر]، وقد أجاز المجمع اللغوي أوزانا أخرى، مثل: فاعلة وفاعول.

### مِفعَل
بكسر الميم (لا بفتحها) وفتح العين، وجمعها مفاعل.
أمثلة: مبرد، معول، مرجل، مجهر، مثقب، مكبس، منحل، مغزل ، مقص، مصعد، مشرط، مدفع منجل، مفك، محك.

### مِفعال
وجمعها مفاعيل.
أمثلة: محراث، مفتاح، مصباح، مكيال، مسبار، منشار، منظار، مطياف، منفاخ، مقياس، ميزان، مثقاب، ملقاط، مزمار، مسمار.

### مِفعَلة
بكسر الميم، وجمعها مِفْعَلَات ومَفَاعِل.
أمثلة: مكنسة، مطرقة، محفظة، منضدة، منشقة، ملعقة، مطبعة، مغسلة، مرتبة، مسطرة، مطحنة، مروحة، مغرفة، مشكاة، معصرة، مبشرة، مسطرة، مقلمة، مقلاة، مجرفة، مكواة.

### فعّالة
بتشديد حرف العين، وقد أضافه مجمع اللغة العربية بالقاهرة، وجمعها فَعَّالَات.
أمثلة: غسالة، نظارة، ثلاجة، حوامة، فرامة، سماعة، زنانة، سيارة، دراجة، شواية، خرامة، قطارة، حصادة، قلاية، مصاصة، بزازة، لهاية، فتاحة، غلاية.

### فعّال
بتشديد حرف العين، وقد أضافه أيضا مجمع اللغة العربية.
أمثلة: خلاط، سخان.خفاق، جوال/نقال، جرار، نقال، بدال، رقاص، براد، كشاف.

### مفعِّل
بضم الميم وتشديد العين مع كسره.
أمثلة: محرك، مولد، منبه، مكيف.

### فاعلة
أمثلة: رافعة، ساقية، حاسبة، طابعة، كاتبة، حاملة، طائرة.

### فاعول
وجمعها فَوَاعِيل
أمثلة: جاروف، حاسوب، ساطور، ناقوس، صاروخ، ناقور.

## أسماء الآلة الجامدة
لاسم الآلة أوزان أخرى غير قياسية، مثل: ساعة، شوكة، فأس، قلم، سكين، درع، فرجار، رمح.

### صيغة مبالغة
- اسم مكان